# Adémaï au Moyen Âge
Pour plus de détails, voir Fiche technique et Distribution.
Adémaï au Moyen Âge est un film français réalisé par Jean de Marguenat, sorti en 1934.
Il s'agit du quatrième des cinq films dans lesquels Noël-Noël incarne son personnage d'Adémaï dans une série de six.

## Synopsis
Durant la guerre de Cent Ans, près d'Orléans, Adémaï, un villageois, vient d'épouser Tiennette. Le jour même, des soldats les conduisent au château, occupé par un seigneur anglais qui entend faire usage de son droit de cuissage. Il pare Tiennette comme une dame, mais avant qu'il ait pu la déflorer, le château est attaqué et pris par les Français. 
Parmi eux, Philippe de Beauregard, un séduisant chevalier et son supérieur hiérarchique, laid et brutal, le connétable de Châteauneuf. Tous deux sont, chacun à sa manière, sensibles au charme de Tiennette. Pendant ce temps, le pauvre Adémaï, pris entre soldats anglais et français, a risqué plusieurs fois d'être pendu par les uns et par les autres.
Pour éliminer son rival, le connétable de Châteauneuf provoque Philippe de Beauregard dans un tournoi truqué. Mais le connétable est vaincu et Tiennette enlevée par Philippe de Beauregard. Adémaï, abandonné, va s'engager sous la bannière de Jeanne d'Arc.

## Fiche technique
- Titre : Adémaï au Moyen Âge
- Réalisation : Jean de Marguenat
- Scénario et dialogues : Paul Colline
- Adaptation : Charles Spaak
- Photographie : Fédote Bourgassoff
- Musique : Marcel Lattès et Paul Maye
- Décors : Marcel Magniez
- Son : G. de Cespédès
- Producteurs : Xavier Revenaz, Georges Maurice, M. de Saint-Girons
- Société de production : Lutèce-Film
- Pays de production :  France
- Langue de tournage : français
- Lieux de tournage : Studios de la Victorine[1]
- Format : Noir et blanc — 35 mm — 1,37:1 — Son : Mono
- Genre : Comédie
- Durée : 80 minutes (1 h 20)
- Date de sortie : 
  - France : 9 février 1934
- Affiche : Roland Coudon (France)

## Distribution
- Noël-Noël : Adémaï
- Michel Simon : Lord Pickwickdam
- Jacques Grétillat : le connétable de Châteauneuf
- Maurice Maillot : Philippe de Beauregard
- Suzy Vernon : Tiennette
- Marguerite Pierry : Miss Crocks
- Tino Rossi : le troubadour
- Raymond Cordy : le chef des gardes
- Maurice de Canonge : un officier anglais
- Georges Flateau
- Daniel Mendaille : un chevalier
- Robert Ozanne
- Charles Dechamps
- Gaston Dubosc
- Anthony Gildès
- Alexandre Mathillon
- Pierre Nay
- Paul Œttly
- Maurice Schutz
- Jane Pierly[2].

## Lieux de tournage
- Cité médiévale de Carcassonne

## À noter
« Il y a de charmantes idées dans le spirituel scénario de Paul Colline - voire des idées pas tellement conformistes. Noël-Noël, dont le nom est un bis, adémaïse avec une malicieuse candeur. »

— Henri Jeanson, Le Canard enchaîné, 1935, cité dans Jeanson par Jeanson, La mémoire du cinéma français, Éditions René Château, 2000